# 譚見龍
譚見龍，江南昭文人，清朝政治人物。举人出身。
乾隆三十二年（1767年），擔任清朝廣州府新安縣知縣。后由鄭尚桂接任。